# Жерардия
Жерардия, или Шерардия (лат. Sherardia) — монотипный род растений семейства Мареновые (Rubiaceae). Включает единственный вид — Жерардия полевая (Sherardia arvensis).
Род назван в честь британского ботаника Уильяма Шерарда.

## Ботаническое описание

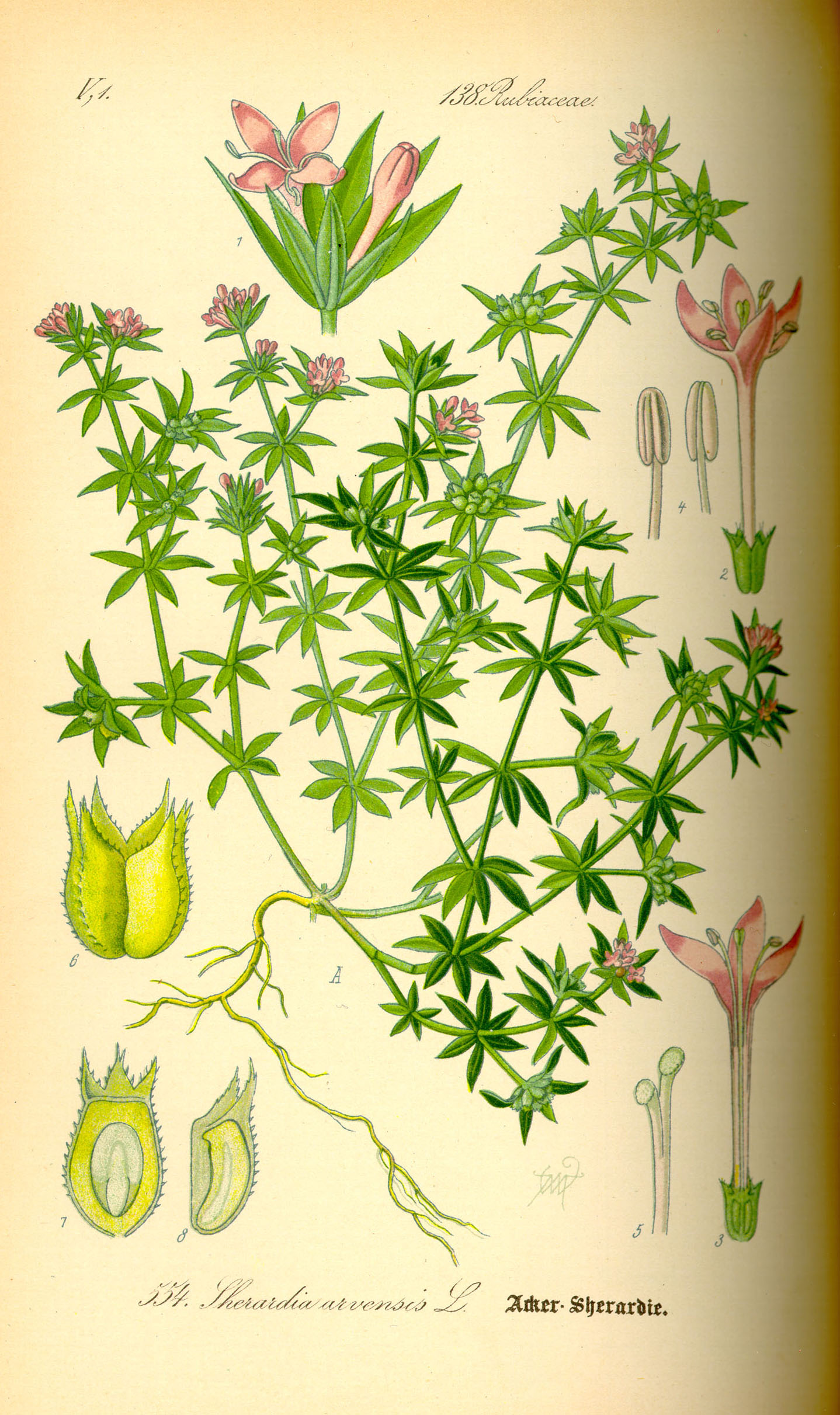
Жерардия полевая.

Однолетнее травянистое растение, 5—30 см высотой. Корень красноватый, веретеновидный. Стебли простёртые, четырёхгранные. Нижние листья лопатчатые, собраны в мутовку по 4; верхние — ланцетные, по 6 в мутовке.
Цветки обоеполые, собраны в головчатые соцветия. Чашечка с отгибом, шестизубчатая. Венчик воронковидный, розово-лиловый или белый, отгиб четырёхлопастный. Тычинок 4; столбик двураздельный; рыльца головчатые. Плод — сухой, двойчатый, шероховатый орешек.
Цветение май—сентябрь, плодоношение с июня.

## Синонимика
Рода
- Dillenia Heist. ex Fabr. (1763)
- Hexodontocarpus Dulac (1867)
- Rubeola Hill (1756)

Вида
- Asperula sherardia Hallier (1893)
- Asperula sherardia var. maritima (Griseb.) Höck (1893)
- Asterophyllum scherardianum K.F.Schimp. & Spenn. (1829)
- Galium sherardia E.H.L.Krause (1904)
- Hexodontocarpus arvensis  (L.) Dulac (1867)
- Sherardia affinis Gand. (1883)
- Sherardia agraria Tornab. (1887)
- Sherardia arvensis var. albiflora Tinant (1836)
- Sherardia arvensis f. argentina Hicken (1908)
- Sherardia arvensis var. hirsuta Baguet (1876)
- Sherardia arvensis var. hirta R.Uechtr. (1881)
- Sherardia arvensis var. littoralis Conill (1905)
- Sherardia arvensis var. maritima Griseb. (1846)
- Sherardia arvensis f. maritima (Griseb.) Litard. (1948)
- Sherardia arvensis subsp. maritima (Griseb.) Soják (1983)
- Sherardia arvensis var. neglecta Guépin ex Nyman (1879), nom. nud.
- Sherardia arvensis var. walrawenii Wirtg. ex Baguet (1876)
- Sherardia elliptica Gand. (1883)
- Sherardia maritima (Griseb.) Borbás (1903)
- Sherardia pantocsekii Gand. (1883)
- Sherardia umbellata Gilib. (1792), opus utique oppr.